# 尋找成龍
《寻找成龙》（英語：Looking for Jackie）是一部2009年中国大陆儿童喜剧电影，由童星张一山领衔主演，众多大牌明星客串出演。该片于2008年12月8日开机拍摄，2009年7月3日正式公映。

## 剧情
16岁的孩子张一山出生在北京市，却是印度尼西亚公民，而且中文非常差，他是一个华裔印尼籍的孩子，他是成龙的粉丝之一。
他在电视上看到成龙在北京潭柘寺拍戏，于是他坐飞机回到了北京的姥姥家（陶玉玲），他才到家不久，就去北京潭柘寺，不过由于出租车司机的大意，把他弄到了清石观。他去观里，看到女道长（元秋）正在对着一条眼镜蛇在练武术，女道长挽留他在道观里住了几天。他离开了道观，继续寻找成龙，却在车站钱包被盗，且遇到了女盗贼（颜丙燕），被女盗贼绑架了。晚上，警察追捕他们，女盗贼发了善心把张一山给放了，他又碰到了女警察（姜宏波），在女警察的帮助下，回到了姥姥家。
一天，他得知成龙在中影集团影视基地参加剪彩活动，于是跑过去看，结果在途中和他姥姥吵架，赌气回了家。不久之后，他又后悔自己的举动。于是他假扮演员混進剧组，不料被剧组发觉了，被请出了拍摄基地。张一山的姥姥也假扮演员混进了剧组，并且误打误撞碰到了成龙，于是她和成龙说了自己孙子的真实情况，成龙非常感动，于是答应见他一面，见面之后，成龙发觉了他的中文非常差，遂勉励他好好学习中文，传承中华文化和武术。
后来，张一山的中文考试成就越来越好，一次，他写信给成龙，收到了成龙的回信和勉励，被成龙收为了弟子。

## 演员
- 成龙 出演 成龙
- 张一山 出演 张一山
- 祝希娟 出演 张一山的姥姥
- 元秋 出演 女道长
- 元华 出演 大将军
- 唐嫣 出演 女侠客
- 王学兵 出演 出租车司机
- 颜丙燕 出演 女盗贼
- 姜宏波 出演 女警察
- 李湘 客串

## 曲目
| 曲序 | 曲目               |        | 作曲   | 歌手     |
| ---- | ------------------ | ------ | ------ | -------- |
| 1.   | 《师父》（主题曲） | 王平久 | 严丹丹 | 新七小福 |

## 幕后
该片的演员阵营十分强大，涵盖老中青三代名角演员。

## 影响
该片已经播出之后，收获好评，并且带动了中国大陆儿童片的发展。

## 奖项
| 頒獎典禮         | 獎項             | 結果 |
| ---------------- | ---------------- | ---- |
| 第五届中美电影节 | 金天使奖优秀影片 | 獲獎 |
| 第10届长春电影节 | 金鹿奖           | 提名 |